# Bats (peuple)
Pour les articles homonymes, voir Bats.
Les Bats (en géorgien: ბაცი), aussi nommés batsbi (ბაცბი) sont des Touchétiens de langue Nakh (en). Ils vivent essentiellement en Géorgie.
Ils sont aujourd'hui largement assimilés et leur langue est menacée.